# Elwira Kucharska
Elwira Kucharska (ur. 1 stycznia 1941) – polska prawniczka, menadżerka i dyplomatka, konsul generalna RP w Brukseli (2005–2008).

## Życiorys
Absolwentka prawa Uniwersytetu Warszawskiego, ze specjalnością prawo międzynarodowe w zakresie prawa dyplomatyczno-konsularnego. Przez większość kariery zawodowej pracowała jako urzędniczka państwowa, w tym członkini korpusu służby cywilnej. W 1969 zaczęła pracę w Ministerstwie Spraw Zagranicznych.
Dyrektorka biura ekspertów w Urzędzie Rady Ministrów i współautor reformy funkcjonowania administracji rządowej (1997). Pierwsza dyrektor generalna Urzędu Komitetu Integracji Europejskiej. Inicjatorka i organizatorka rozwoju w Polsce małej i średniej przedsiębiorczości. Przez 20 lat, od 1976 do 1995, była ekspertką i konsultantką agencji ONZ, m.in. dyrektorka programów UNIDO (Wiedeń) i ITC (Genewa). Pracowała m.in. w Maroku, Tunezji, Gwinei, Gabonie, Kamerunie, Madagaskarze, Senegalu, Wybrzeżu Kości Słoniowej, Zairze. Do 2005 dyrektor generalna Kancelarii Prezesa Rady Ministrów. Od 2005 do 2008 konsul generalna w Brukseli. W sierpniu 2010 została dyrektorką Departamentu Kadr w NBP.
Członkini OH ZMP (1949–1954), ZMP, PZPR. Odznaczona medalem 30-lecia PRL (1974) i odznaką honorową „Za zasługi dla bankowości Rzeczypospolitej Polskiej” (2016).

## Publikacje
- Siła przyciągania czyli Polskie losy, Lublin: Norbertinum, 2008.
- Z drugiej strony czasu, Lublin: Wydawnictwo Werset, 2010.
- Retrowejrzenie, Studio Moema, 2012, ISBN 978-83-933072-3-4.